# Через океан
«Через океан» (другие названия «По Тихому океану», «Через Тихий океан», англ. Across the Pacific) — американский черно-белый приключенческий боевик режиссёров Джона Хьюстона и Винсента Шермана. Премьера фильма состоялась 4 сентября 1942 года. Ещё в 1926 году Warner Bros. снял «Через океан» с Монте Блу в главной роли (считается утраченным).

## Сюжет
Конец 1941 года. Рик Леланд не скрывает своего нелояльного отношения к родной стране после того, как был отправлен под трибунал, и оказывается на борту японского корабля, плывущего на восток. На самом деле у работающего под прикрытием секретного агента американской разведки есть задание сблизиться с одним из пассажиров — доктором Лоренцем, профессором социологии. Насчёт учёного нет никаких сомнений — он вражеский агент. Леланду предстоит проверить личность другого пассажира — очаровательной канадской путешественницы Альберты Марлоу.

## В ролях
- Хамфри Богарт — Рик Леланд
- Мэри Астор — Альберта Марлоу
- Сидни Гринстрит — доктор Лоренц
- Чарльз Хэлтон — Э. В. Смит
- Виктор Сен Юнь — Джо Тоцуико
- Роланд Гот — Суджи
- Ли Тунь Фу — Сэм Винь Он
- Фрэнк Уилкокс — капитан Маррисон
- Пол Стентон — полковник Харт
- Лестер Мэттьюс — канадский майор
- Джон Гамильтон — председатель трибунала
- Том Стивенсон — неизвестный
- Уильям Б. Дэвидсон — Джим Пёрди
- Роланд Дру — капитан Харкнесс
- Монте Блу — Дэн Мортон
- Честер Гэн — капитан Хигото
- Ричард Лу — старший помощник Миюма
- Кийе Люк — служащий пароходной компании
- Кэм Тонг — Т. Оки
- Спенсер Чен — главный инженер Мицуко
- Руби Роблс — убийца-филиппинец
- Энтони Карузо — таксист (нет в титрах)
- Фрэнк Фэйлен — продавец игрушек (нет в титрах)

## Съёмочная группа
- Режиссёры-постановщики: Джон Хьюстон, Винсент Шерман (нет в титрах)
- Сценаристы: Ричард Макаулэй, Роберт Карсон
- Продюсеры: Джек Сейпер, Джерри Уолд
- Оператор: Артур Эдесон
- Композитор: Адольф Дойч
- Художники-постановщики: Роберт М. Хаас, Хью Ретикер
- Художник по костюмам: Майло Андерсон
- Гримёр: Перк Уэстмор
- Монтажёр: Фрэнк Маджи
- Звукорежиссёр: Эверетт Э. Браун
- Спецэффекты: Байрон Хаскин, Уиллард Ван Энгер
- Дирижёр: Лео Ф. Форбстейн

## Награды и номинации
- 1942 — Премия Национального совета кинокритиков США за лучшую мужскую роль — Сидни Гринстрит[1].
- 1942 — Номинация на премию Сообщества кинокритиков Нью-Йорка в категории «Лучший актёр» — Хамфри Богарт[2].